# Federacyjny Klub Parlamentarny
Federacyjny Klub Parlamentarny (FKP) – koalicyjny klub parlamentarny o charakterze centrolewicowym w Sejmie RP IV kadencji, w 2004.
FKP powstał 23 stycznia 2004. Jego trzon stanowiło dotychczasowe koło Partii Ludowo-Demokratycznej, liczące 10 posłów. Dołączyło do niego dwóch posłów Polskiej Racji Stanu oraz trzech posłów niezrzeszonych (w tym szefowie dwóch partii – Krajowej Partii Emerytów i Rencistów oraz Chrześcijańskiej Demokracji). Klub powstał w wyniku rozpadu Porozumienia Kół Parlamentarnych PLD, Stronnictwa Konserwatywno-Ludowego oraz Polskiego Bloku Ludowego. Na początku maja do FKP dołączyli dwaj kolejni posłowie (jeden dotychczasowy poseł PBL i jeden niezrzeszony).
W wyborach do Parlamentu Europejskiego w 2004 środowisko FKP reprezentowane było przez koalicyjny komitet KPEiR-PLD, który uzyskał 0,8% głosów. Po wyborach, 24 czerwca, lider KPEiR Tomasz Mamiński oraz Mariusz Łapiński opuścili klub w wyniku nieudzielenia wotum rządowi Marka Belki – FKP popierał bowiem działalność rządu SLD-UP. 15 lipca tego samego roku FKP przemianował się na klub Partii Ludowo-Demokratycznej (do PLD nie należało jednak wówczas 6 z 15 członków klubu).

## Skład klubu
poseł, okręg wyborczy
- Ryszard Chodynicki, Toruń, wcześniej poseł SLD-UP i PLD
- Michał Figlus, Sosnowiec, wcześniej poseł Samoobrony RP i PLD, pod koniec kadencji poseł SG (a także członek PSL)
- Franciszek Franczak, Wałbrzych, wcześniej poseł Samoobrony RP i PLD, pod koniec kadencji poseł niezrzeszony (a także członek PSL)
- Stanisław Głębocki, Lublin, wcześniej poseł Samoobrony RP i PLD, pod koniec kadencji poseł Ruchu Patriotycznego
- Józef Głowa, Krosno, wcześniej poseł Samoobrony RP i PLD, pod koniec kadencji poseł niezrzeszony
- Roman Jagieliński, Piotrków Trybunalski, wcześniej poseł SLD-UP i PLD, pod koniec kadencji poseł SG
- Andrzej Jagiełło, Kielce, wcześniej poseł SLD-UP i PLD, pod koniec kadencji poseł SG
- Mariusz Łapiński, Warszawa (do 24 czerwca 2004), wcześniej poseł SLD-UP, pod koniec kadencji poseł niezrzeszony
- Tomasz Mamiński (Krajowa Partia Emerytów i Rencistów), Rybnik (do 24 czerwca 2004), wcześniej poseł SLD-UP, pod koniec kadencji poseł niezrzeszony
- Zbigniew Musiał, Piotrków Trybunalski, wcześniej poseł SLD-UP, pod koniec kadencji poseł SG
- Jerzy Pękała (Polska Racja Stanu), Płock, wcześniej poseł Samoobrony RP i PRS, pod koniec kadencji poseł SG
- Krzysztof Rutkowski, Łódź, wcześniej poseł Samoobrony RP i PLD, pod koniec kadencji poseł SG
- Józef Skutecki, Kalisz, wcześniej poseł Samoobrony RP i PLD, pod koniec kadencji poseł SG
- Zbigniew Witaszek (Polska Racja Stanu), Warszawa, wcześniej poseł Samoobrony RP i PRS, pod koniec kadencji poseł niezrzeszony
- Adam Woś, Krosno, wcześniej poseł PSL i PLD, pod koniec kadencji poseł SG
- Leszek Zieliński (Chrześcijańska Demokracja), Chrzanów, wcześniej poseł PSL, pod koniec kadencji poseł SG
- Lech Zielonka, Gdynia, wcześniej poseł Samoobrony RP i PBL, pod koniec kadencji poseł SG